# Душан Домовић Булут
Душан Домовић Булут (Нови Сад, 23. октобар 1985) српски је професионални кошаркаш који је био рангиран на 1. месту на ранг-листи кошаркаша у категорији 3x3 од стране Међународне кошаркашке федерације (ФИБА). Сматра се за једног од најбољих баскеташа свих времена.

## Каријера у 3x3
Домовић Булут је рођен и одрастао је у Новом Саду. Кошарком се бави још од детињства, свој први турнир освојио је 1996. године, а кошарку је почео да тренира годину дана раније. Игра 3x3 професионално од 2012. године. Играо је за екипу Нови Сад Ал-Вахда.
Од краја јула 2021. године наступа у америчкој Биг3 лиги (која се игра по другачијим правилима у односу на стандардни 3x3) за тим Power. Био је трећи пик Биг3 драфта, а испред њега бирани су само Ајзеа Остин и Ерл Кларк, бивши играчи ФМП-а и Будућности из Подгорице. Једном је проглашен за играча недеље у Биг3 лиги.

### Репрезентација Србије
Домовић Булут представља репрезентацију Србије у 3x3. Освојио је две златне медаље на Светском првенству ФИБА, 2012. у Грчкој и 2016. у Кини и сребрну медаљу на турниру у Русији 2014. године. Освојио је Светско првенство 2017, то је 3. златна медаља за Србију и био је изабран у најбољи тим турнира.
Наступио је за Србију на Олимпијским играма у Токију 2020 (одржале се 2021. због пандемије вируса корона); први пут да је 3x3 уврштен у олимпијски програм. Са репрезентацијом је стигао до полуфинала, победили су Белгију у борби за треће место са 21:10 и тако освојили бронзану медаљу.

## Кошаркашка каријера
Булут је играо кошарку у Меридиани и Војводини у Кошаркашкој лиги Србије Б (2. ранг). Играо је и за Кожув у македонској Првој лиги.

## Награде и достигнућа

### Индивидуална признања
- Светско првенство 3x3 — МВП: 2016,[12] 2018.
- Светско првенство 3x3— тим турнира: 2016, 2017, 2018.
- Европско првенство 3x3 — МВП: 2018.
- Европско првенство 3x3 — тим турнира: 2018.[13]
- Најбољи стрелац Друге лиге Србије у кошарци: 2015.
- Награда Браћа Карић- 2022